# Жупанищени
Жупанищени (на гръцки: Λευκηώτες, Левкиотес) са жителите на село Жупанища (Левки), Гърция. Това е списък на най-известните от тях.

## Родени в Жупанища
А – Б – В – Г – Д –
Е – Ж – З – И – Й —
К – Л – М – Н – О —
П – Р – С – Т – У —
Ф – Х – Ц – Ч – Ш —
Щ – Ю – Я

### А
- Алеко Шишковски (1925 – 1948), гръцки партизанин, деец на НОФ и СНОФ
- Андон Наумов (Антон, 1891 – ?), македоно-одрински опълченец, Костурска чета[1]
- Аргир Апостолов, гръцки учител, деец на гръцката пропаганда в Македония
- Аргир Николов (1878 – 1903), български революционер

### В
- Вангел Мангов (1912 – 1947), гръцки комунист
- Васил Василев (1892 – ?), македоно-одрински опълченец, четата на Васил Чекаларов[2]
- Васил Зисов (1891 – ?), македоно-одрински опълченец, Костурска чета, носител на бронзов медал[3]
- Васил Изидов (1890 – ?), македоно-одрински опълченец, Костурска съединена чета[4]
- Васил Христов (1889 – 1913), македоно-одрински опълченец, Първа рота на Шеста охридска дружина, Сборна партизанска рота на МОО, загинал в Междусъюзническата война на 5 юли 1913 година[5]
- Владко Аргиров, македоно-одрински опълченец, Първа рота на Осма костурска дружина[6]

### Г
- Георги Сидов (1887 – ?), македоно-одрински опълченец, Първа рота на Осма костурска дружина, носител на орден „За храброст“ IV степен[7]
- Георги Христов (р. 15 август 1903 – ?), интербригадист[8]

### Д
- Димитър Апостолов (Δημήτριος Αποστολίδης), гръцки андартски деец от ІІІ ред[9]
- Димитър Кляшев, български революционер
- Доно Стамков (Станков, 1875 – ?), македоно-одрински опълченец, Костурска чета, носител на бронзов медал[10]
- Димитър Кляшев, подвойвода на жупанската чета на Пандо Сидов през Илинденско-Преображенското въстание[11]

### З
- Зисо Нолев, подвойвода на жупанската чета на Пандо Сидов през Илинденско-Преображенското въстание. Зисо Нолев е убит в Кунско в 1905 г.[11]

### Й
- Йордан Наков (1890 – 1913), македоно-одрински опълченец, Първа рота на Шеста охридска дружина, Сборна партизанска рота на МОО, убит в Междусъюзническата война на 5 юли 1913 година при село Айтос[12]

### К
- Кольо Зисов, Тольо Теофаров, Васил Станков (? – 1920), легални дейци на ВМОРО.[13]
- Коста Атанасов (1890 – ?), македоно-одрински опълченец, Шеста охридска дружина[14]

### Л
- Лазар Апостолов (1886 – 1920), гръцки андартски капитан[15]

### М
- Мито Николов (Митьо, 1891 – ?), македоно-одрински опълченец, Костурска съединена чета, носител на бронзов медал[16]
- Михаил Лисичков (Μιχαήλ  Λισίτσκωφ), български революционер от „Охрана“[17][18]

### Н
- Наум Апостолов, гръцки андартски деец
- Наум Панайотов Христов (1882 - ?), македоно-одрински опълченец, Първа рота на Осма костурска дружина;[19][20] взима участие в всички походи дружината и в боевете при Софлу, Бидикли, Фере, Дедеагач, Шаркьой, Радкова скала, Каменица, връх Говедар и Китка; участва в Първата световна война; на 9 април 1943 година, като жител на Варна, подава молба за българска народна пенсия, която е одобрена и пенсията е отпусната от Министерския съвет на Царство България[20]
- Никола Апостолов Теохаров (25 август 1915 – ?), завършил в 1942 година медицина в Софийския университет[21]
- Никола Пантел, Насе Лисичов, Георги Гогов, а Насо Лисичов е убит от гръцки терористи в 1907 г.[22]
- Никола Суков (1872 – 1927), български революционер

### П
- Пандо Сидов (1878 – 1933), български революционер, деец на ВМОРО, македоно-одрински опълченец

### С
- Спас Томов (Спасе), македоно-одрински опълченец, Костурска чета[23]
- Ставро Апостолов (Σταύρος Αποστολίδης), гръцки андартски деец, четник на Лазар Апостолов от 1904 до 1908 година[24]
- Ставро Нунев (1872 – ?), македоно-одрински опълченец, Първа рота на Шеста охридска дружина[25]

### Т
- Тодор Николов (Колев, 1887 – ?), македоно-одрински опълченец, Костурска съединена чета, носител на сребърен медал[26]

### Х
- Христо Григоров (р. 1903 – ?), интербригадист[27]
- Христо Ижопов, български революционер от ВМОРО, четник на Христо Цветков[28]
- Христо Атанасов Кляшев (11 септември 1874 – 21 ноември 1943), основно образование получил в родното си село; през август 1910 година се установява в Свободна България; при избухването на Балканската война в 1912 година, както сам казва „чувствайки се българин“, се записва доброволец в Македоно-одринското опълчение и служи в щаба на 3-та бригада при полковник Александър Протогеров, взима участие в боевете и получава орден „За храброст“ IV степен; на 27 април 1943 година подава молба за българска народна пенсия, която е одобрена и песнията е отпусната от Министерския съвет на Царство България; след смъртта му пенсията е наследена от вдовицата му Александра (1876 – ?) и синовете му Борис (1908 – ?) и Атанас (1916 – ?)[29]
- Христо Николов Кляшев (? – след 1947), български революционер
- Христос Макрис (Χρήστος Μακρής), гръцки андартски деец, четник, убит в сражение с турци[24]

## Починали в Жупанища
- Андон Брещенски (? – 1907), костурски районен войвода на ВМОРО
- Вангел Попхристов (? – 1907), костурски районен войвода на ВМОРО
- Митре Влаха (1873 – 1907), български революционер, костурски войвода на ВМОРО
- Ильо Въмбелски (? – 1907), четник на ВМОРО, загинал в Жупанища заедно с Митре Влаха[30]

## Загинали жупанищени и орманчени през революционния период
| Загинали жупанищени и орманчени през революционния период | Загинали жупанищени и орманчени през революционния период | Загинали жупанищени и орманчени през революционния период | Загинали жупанищени и орманчени през революционния период | Загинали жупанищени и орманчени през революционния период | Загинали жупанищени и орманчени през революционния период |
| Име                                                       | Позиция                                                   | Дата                                                      | Място                                                     | От кого е убит                                            | Забележка                                                 |
| --------------------------------------------------------- | --------------------------------------------------------- | --------------------------------------------------------- | --------------------------------------------------------- | --------------------------------------------------------- | --------------------------------------------------------- |
| 1. Христо Гямов                                           | четник                                                    | 1897                                                      | Пирин                                                     | турци                                                     | с четата на Борис Сарафов                                 |
| 2. Поп Костадин                                           | ефимерий                                                  | 20 юли 1903                                               | Костур                                                    | турци                                                     | от Четирок                                                |
| 3. Тръпко К. Жежов                                        | работник                                                  | 20 юли 1903                                               | Костур                                                    | турци                                                     |                                                           |
| 4. Киряк Ат. Далов                                        | ученик                                                    | 20 юли 1903                                               | Костур                                                    | турци                                                     |                                                           |
| 5. Дине Кочов                                             | старец                                                    | 1903                                                      | при опожаряването на Жупанища                             | турци                                                     |                                                           |
| 6. Кольо Нольовски                                        | старец                                                    | 1903                                                      | при опожаряването на Жупанища                             | турци                                                     |                                                           |
| 7. Васил Шишов                                            | старец                                                    | 1903                                                      | при опожаряването на Жупанища                             | турци                                                     |                                                           |
| 8. Нико Постолов                                          | старец                                                    | 1903                                                      | Сливенски манастир                                        | турци                                                     |                                                           |
| 9. Георги Томовски                                        | работник                                                  | 1903                                                      |                                                           | турци                                                     |                                                           |
| 10. Насо Дельов                                           | работник                                                  | 1903                                                      |                                                           | турци                                                     |                                                           |
| 11. Сидер Попчернев                                       | работник                                                  | 1903                                                      |                                                           | турци                                                     |                                                           |
| 12. Йото Шуйтов                                           | работник                                                  | 1903                                                      |                                                           | турци                                                     |                                                           |
| 13. Наум Чачов                                            | работник                                                  | 1903                                                      | Апоскеп                                                   | турци                                                     | бежанец                                                   |
| 14. Кръстю Мекаловски                                     | работник                                                  | 1903                                                      | Апоскеп                                                   | турци                                                     | бежанец                                                   |
| 15. Христо Нольовски                                      | работник                                                  | 1903                                                      | Апоскеп                                                   | турци                                                     | бежанец                                                   |
| 16. Мельо Коловски                                        | работник                                                  | 1903                                                      | Апоскеп                                                   | турци                                                     | бежанец                                                   |
| 17. Аргир Кольов                                          | въстаник                                                  | 1903                                                      | над Апоскеп                                               | турци                                                     | в сражение                                                |
| 18. Кръстю Лисичев                                        | работник                                                  | май 1905                                                  | Скумско                                                   | андарти                                                   |                                                           |
| 19. Дим. Т. Чачов                                         | работник                                                  | май 1905                                                  | Скумско                                                   | андарти                                                   |                                                           |
| 20. Стасо Чачов                                           | работник                                                  | май 1905                                                  | Скумско                                                   | андарти                                                   |                                                           |
| 21. Зисо Н. Панов                                         | работник                                                  | май 1905                                                  | Скумско                                                   | андарти                                                   |                                                           |
| 22. Стоян Грънчаров                                       | работник                                                  | май 1905                                                  | Скумско                                                   | андарти                                                   |                                                           |
| 23. Зисо Кольов                                           | работник                                                  | май 1905                                                  | Скумско                                                   | андарти                                                   |                                                           |
| 24. Гямовица Далова                                       | работник                                                  | 1906                                                      | Жупанища                                                  | андарти                                                   |                                                           |
| 25. Търповица Шуткова                                     | работник                                                  | 1906                                                      | Жупанища                                                  | андарти                                                   |                                                           |
| 26. Дашовица Мангова                                      | работник                                                  | 1906                                                      | Жупанища                                                  | андарти                                                   |                                                           |
| 27. 16-годишната ѝ дъщеря                                 | работник                                                  | 1906                                                      | Жупанища                                                  | андарти                                                   |                                                           |
| 28. Сона Д. Мангова                                       | работник                                                  | 1906                                                      | Жупанища                                                  | андарти                                                   |                                                           |
| 29. Стасовица Чачова                                      | работник                                                  | 1906                                                      | Жупанища                                                  | андарти                                                   |                                                           |
| 30. Нако Гиров                                            | кмет                                                      | май 1907                                                  | Костур                                                    | гръцки терористи                                          |                                                           |
| 31. Насо Лисичов                                          | бивш четник                                               | 1907                                                      | Жупанища                                                  | андарти                                                   |                                                           |
| 32. Кольо Гечов                                           | деец на ВМОРО                                             | март 1907                                                 | Жупанища                                                  | ВМОРО                                                     | подозрение в шпионство                                    |
| 33. Ставро Шишов                                          | деец на ВМОРО                                             | март 1907                                                 | Жупанища                                                  | ВМОРО                                                     | подозрение в шпионство                                    |
| 34. Димитър Апостолов                                     | деец на ВМОРО                                             | март 1907                                                 | Жупанища                                                  | ВМОРО                                                     | подозрение в шпионство                                    |
| 35. Христо Попов                                          | работник                                                  | март 1907                                                 | Жупанища                                                  | ВМОРО                                                     | издал скривалище                                          |
| 36. Султа Ат. Далова                                      | работник                                                  | март 1907                                                 | Жупанища                                                  | ВМОРО                                                     | блудство                                                  |